# Tanja Poutiainen
Tanja Tuulia Poutiainen, numera Poutiainen-Rinne, född 6 april 1980 i Rovaniemi, är en finländsk slalomåkare. Hon avslutade sin aktiva karriär 2014. 
Tanja Poutiainen är en av Finlands mest framgångsrika alpina skidåkare. Hon vann världscupen i storslalom säsongen 2004/2005 och 2008/2009. Säsongen 2004/2005 vann hon även världscupen i slalom. Hon vann en silvermedalj i storslalom under olympiska vinterspelen i Turin 2006. Poutiainens tränare var Michael Bont.
Tanja Poutiainen är sedan augusti 2015 gift med Vesa Rinne och paret fick i maj 2016 tvillingar, en flicka och en pojke.

## Världscupsegrar
| Datum            | Plats             | Disciplin  |
| ---------------- | ----------------- | ---------- |
| 24 februari 2004 | Levi              | Slalom     |
| 26 november 2004 | Aspen             | Storslalom |
| 28 november 2004 | Aspen             | Slalom     |
| 12 december 2004 | Altenmarkt        | Slalom     |
| 20 januari 2005  | Zagreb            | Slalom     |
| 10 mars 2007     | Zwiesel           | Storslalom |
| 15 februari 2008 | Zagreb            | Slalom     |
| 14 december 2008 | La Molina         | Storslalom |
| 24 oktober 2009  | Sölden            | Storslalom |
| 24 januari 2010  | Cortina d'Ampezzo | Storslalom |
| 11 januari 2011  | Flachau           | Slalom     |